# TIM (브랜드)

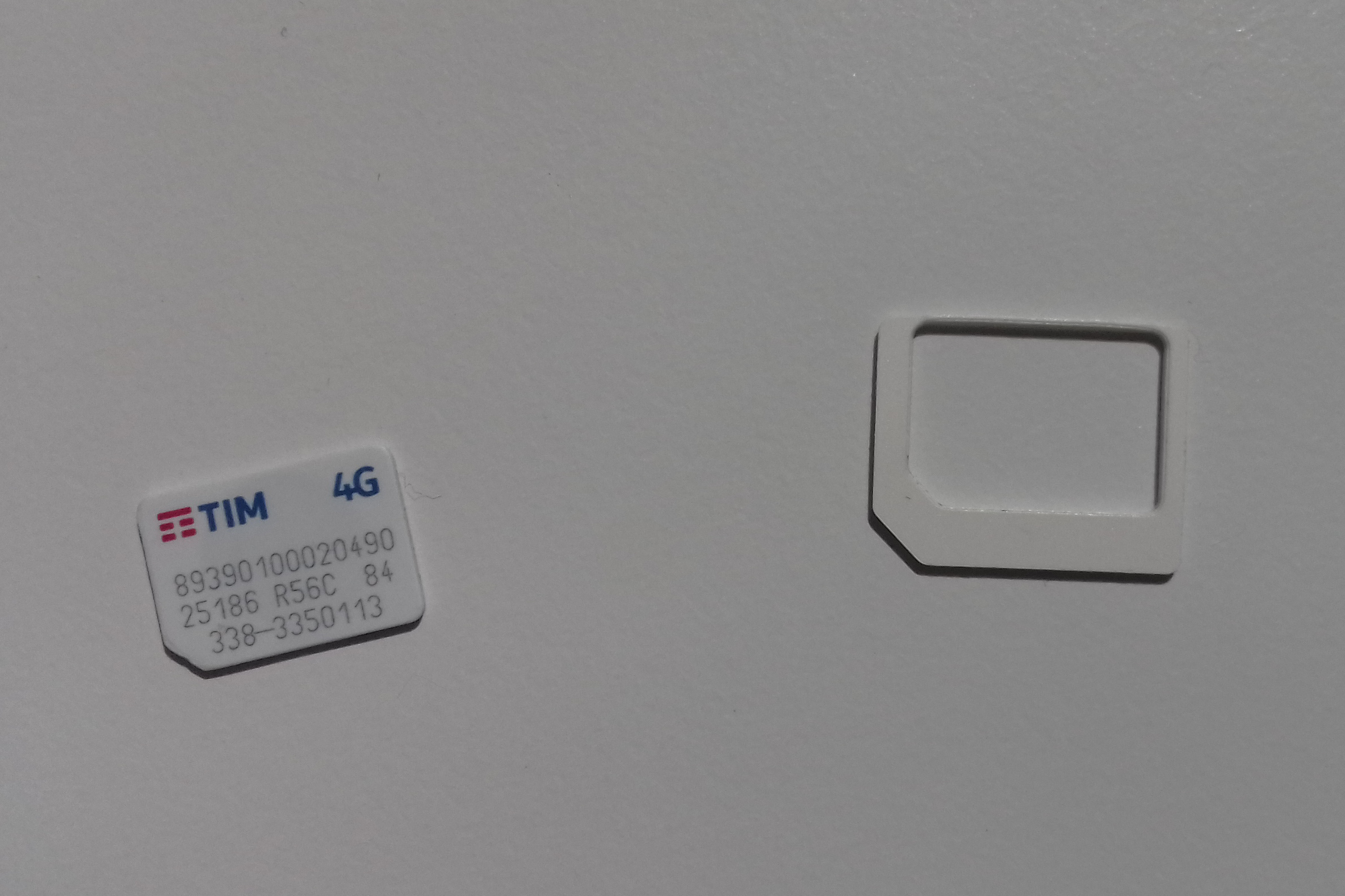

TIM(이탈리아어: TIM)은 통신회사인 텔레콤 이탈리아의 브랜드이며, 이탈리아와 브라질에서 볼 수 있다. 이탈리아의 프로 축구 리그인 세리에 A의 공식후원으로도 유명하다.